# Lüdinghausen
Lüdinghausen település Németországban, azon belül Észak-Rajna-Vesztfália tartományban. Lakosainak száma 25 306 fő (2023. december 31.). Lüdinghausen Senden, Dülmen és Olfen községekkel határos.

## Fekvése
Münster délnyugati szomszédjában fekvő település.

## Története

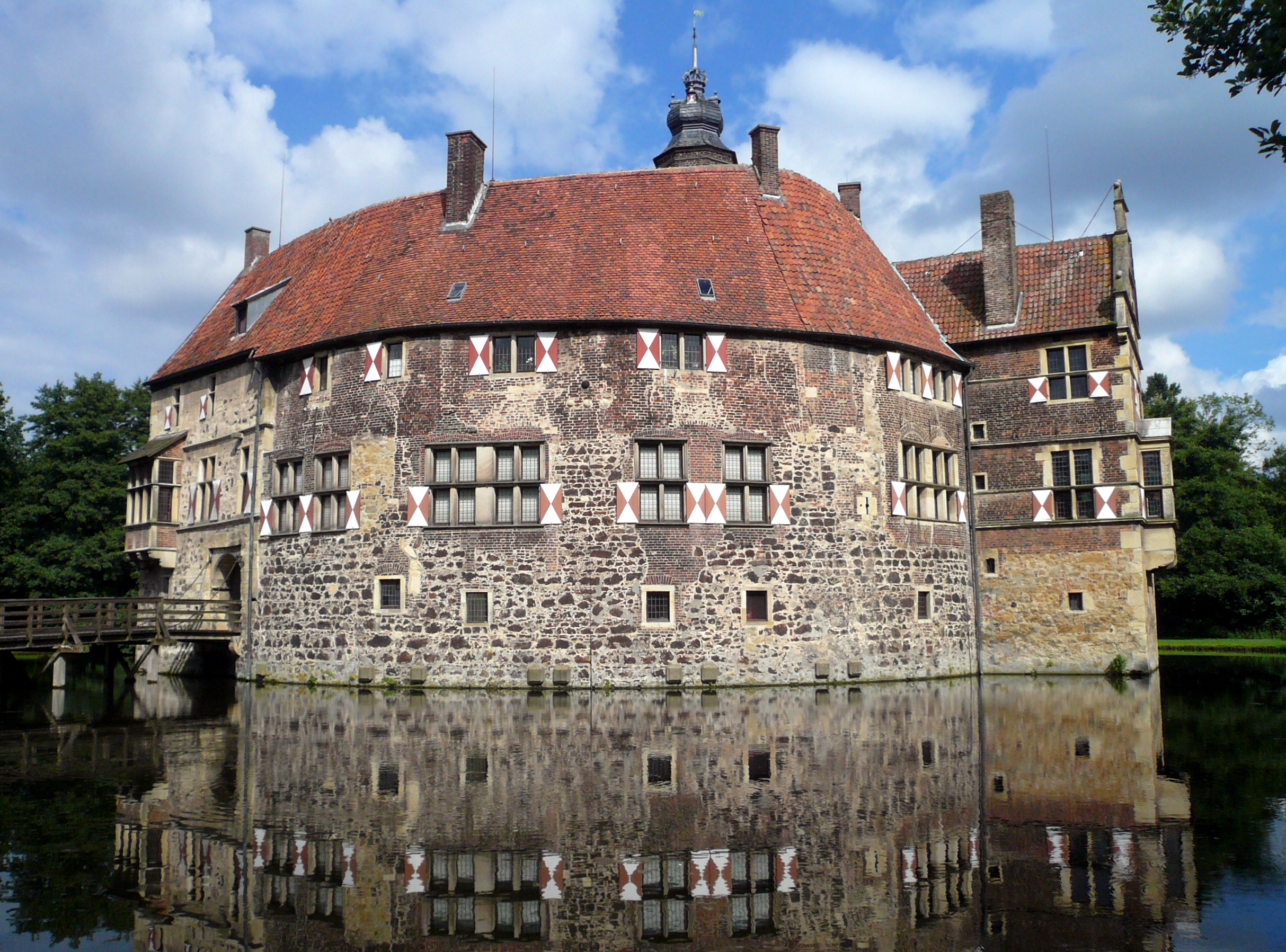
A vár látképe

Lüdinghausens nevét "Ludinchusen" néven 800-ban említette először oklevél. 974-ben a Werdeni apátsághoz tartozó templomát említették.
1309-ben Lüdinghausen birtokosai Lüdinghausen vagy Lüdinghausen-Wolff-ok voltak, 1443-tól Lüdinghausen a Münsteri püspökséghez tartozott.
A templom (Felizitaskirche) alapkövét 1507-ben rakták le az alapkövét.

## Galéria

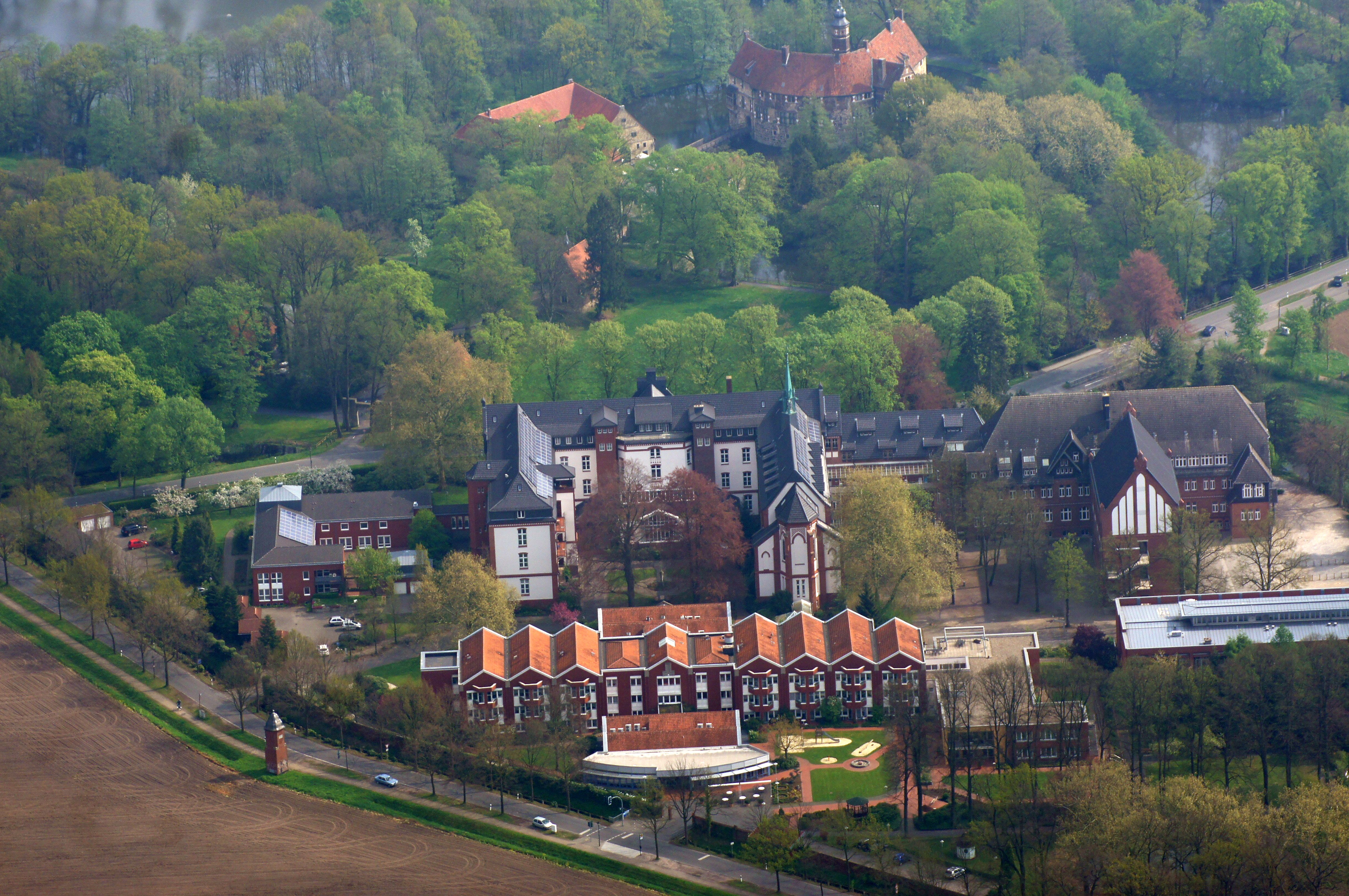
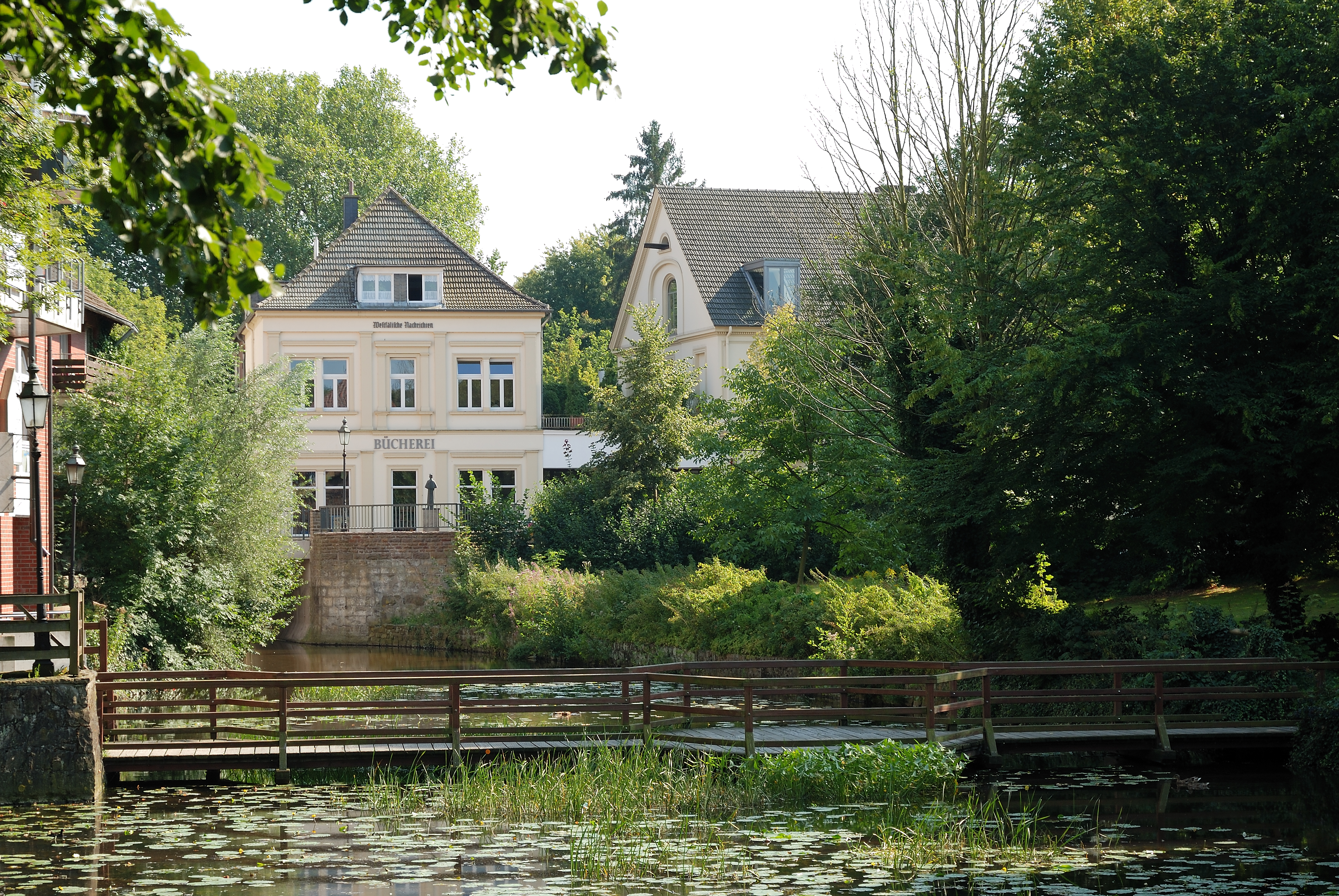
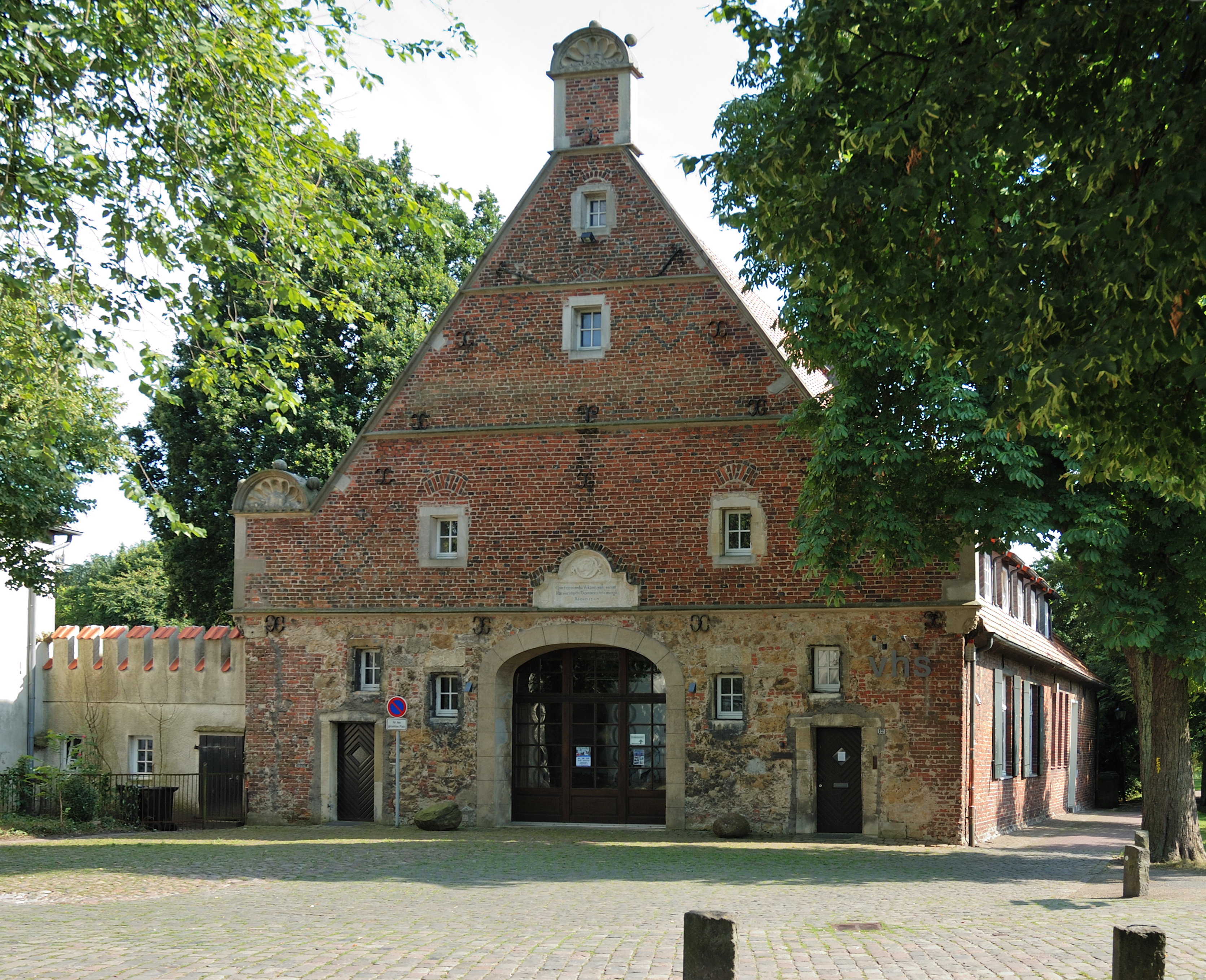
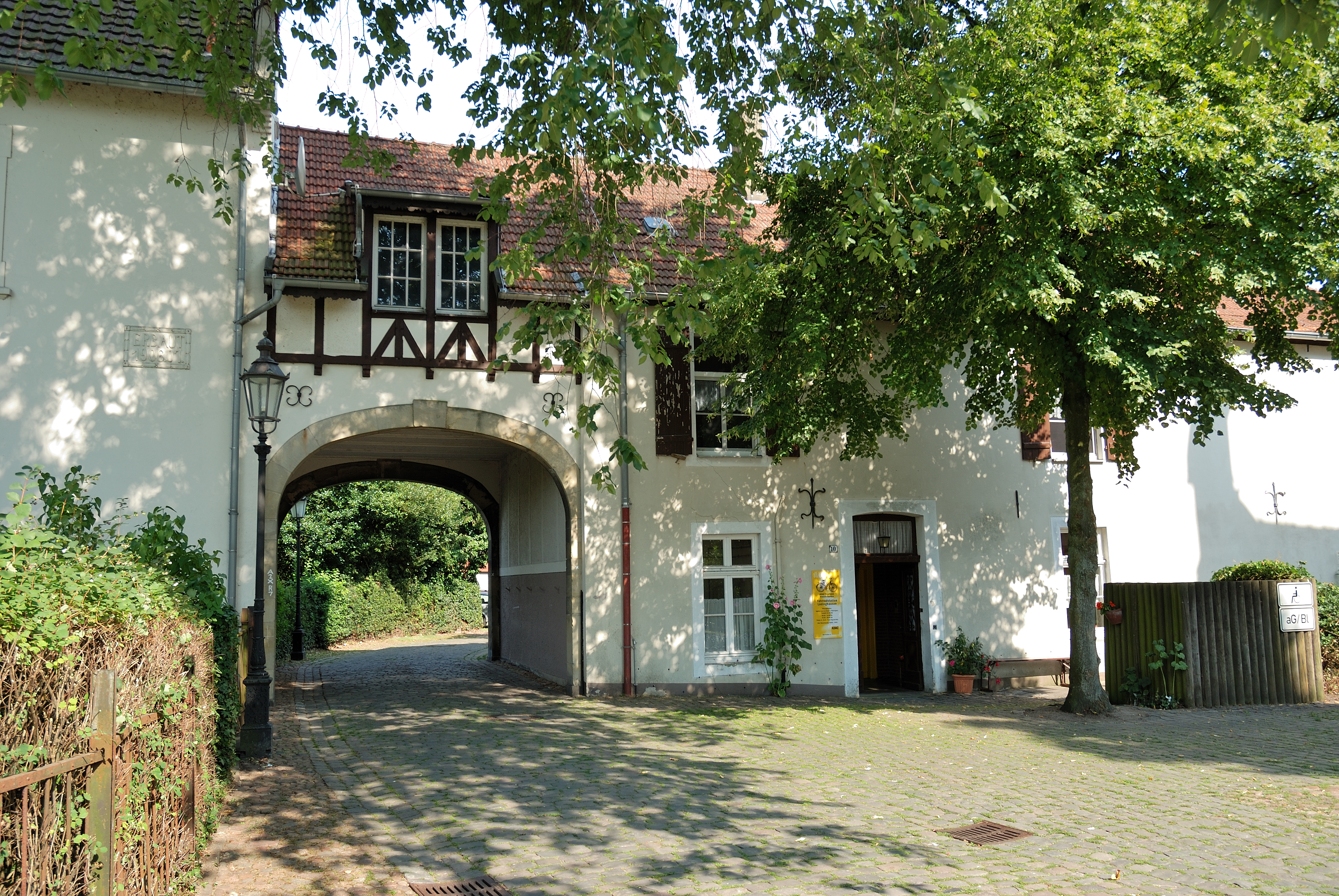
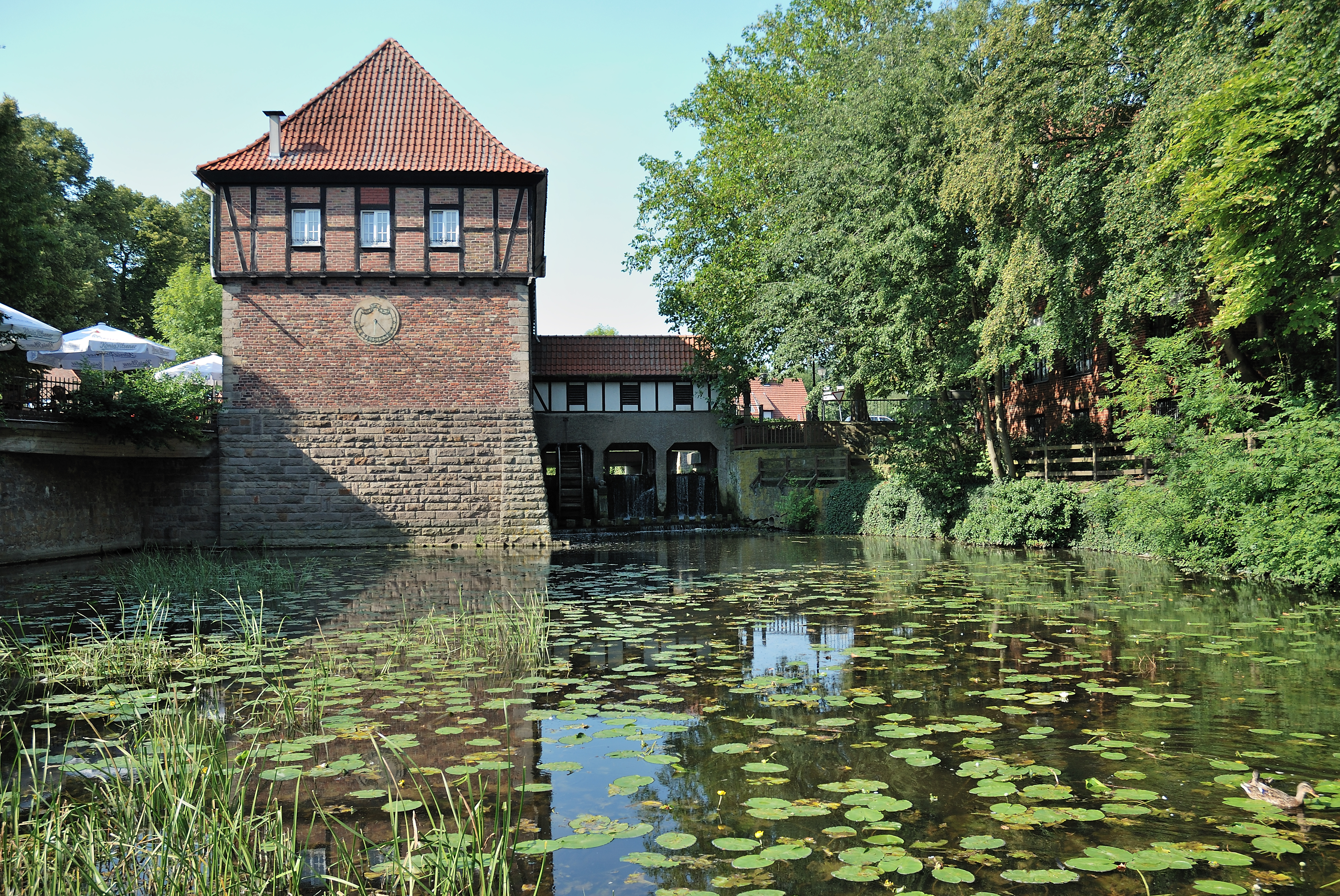
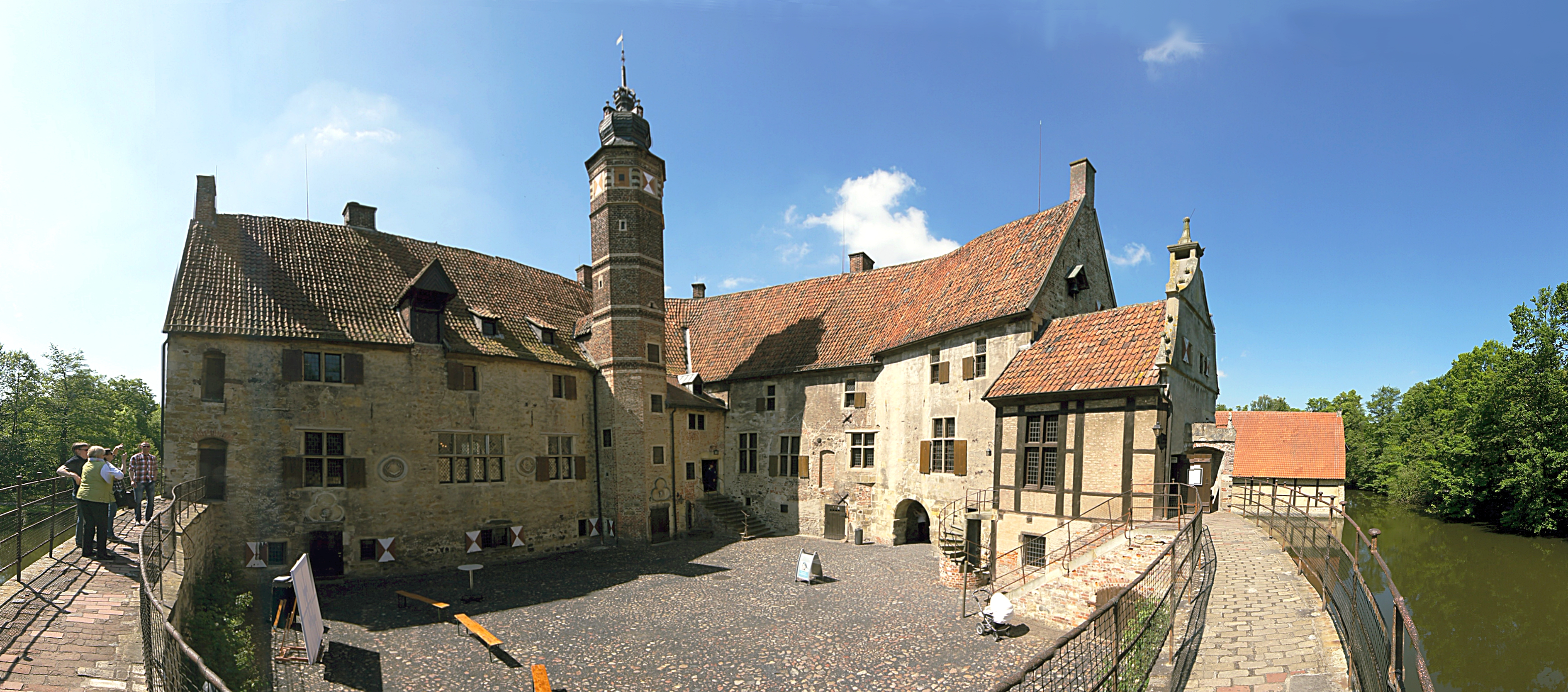

## Népesség
A település népességének változása:
| Lakosok száma | 17 352 | 24 195 | 24 550 | 24 590 | 24 847 | 25 259 | 25 306 |
|               | 1975   | 2010   | 2017   | 2019   | 2021   | 2022   | 2023   |